# Aristidoideae
Aristidoideae Caro, 1982 è una sottofamiglia di piante spermatofite monocotiledoni appartenente alla famiglia delle Poacee (o Graminaceae).

## Etimologia
Il nome della sottofamiglia deriva dal suo genere tipo Aristida L., 1753 che a sua volta deriva da un antico nome romano per un'erba mediterranea.
Il nome scientifico della sottofamiglia è stato definito dal botanico è agrostologo José Aristide Caro (1919–1985) nella pubblicazione "Dominguezia. Buenos Aires" (4: 16. Feb 1982) del 1982.

## Descrizione

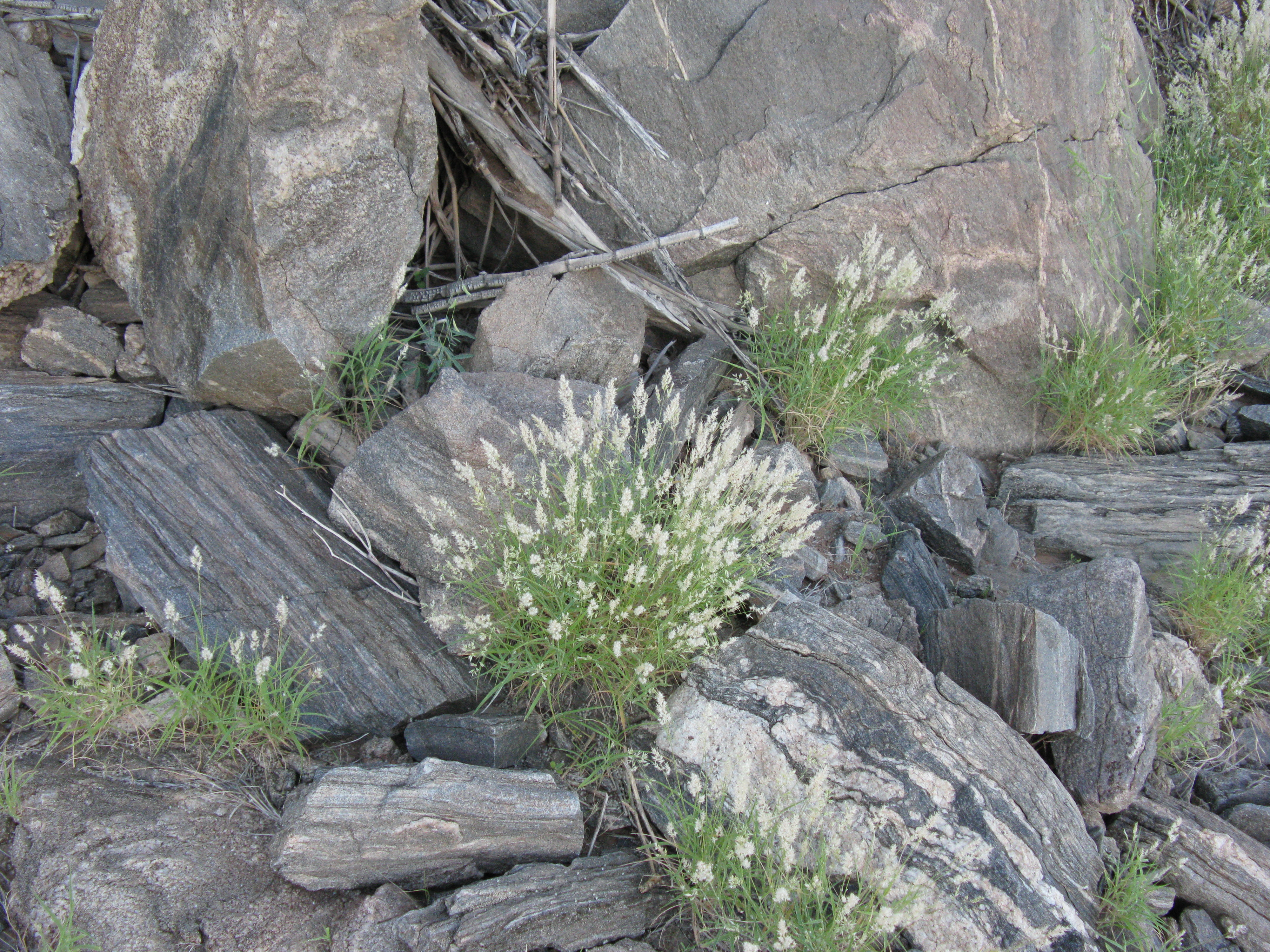
Il portamento
Stipagrostis obtusa

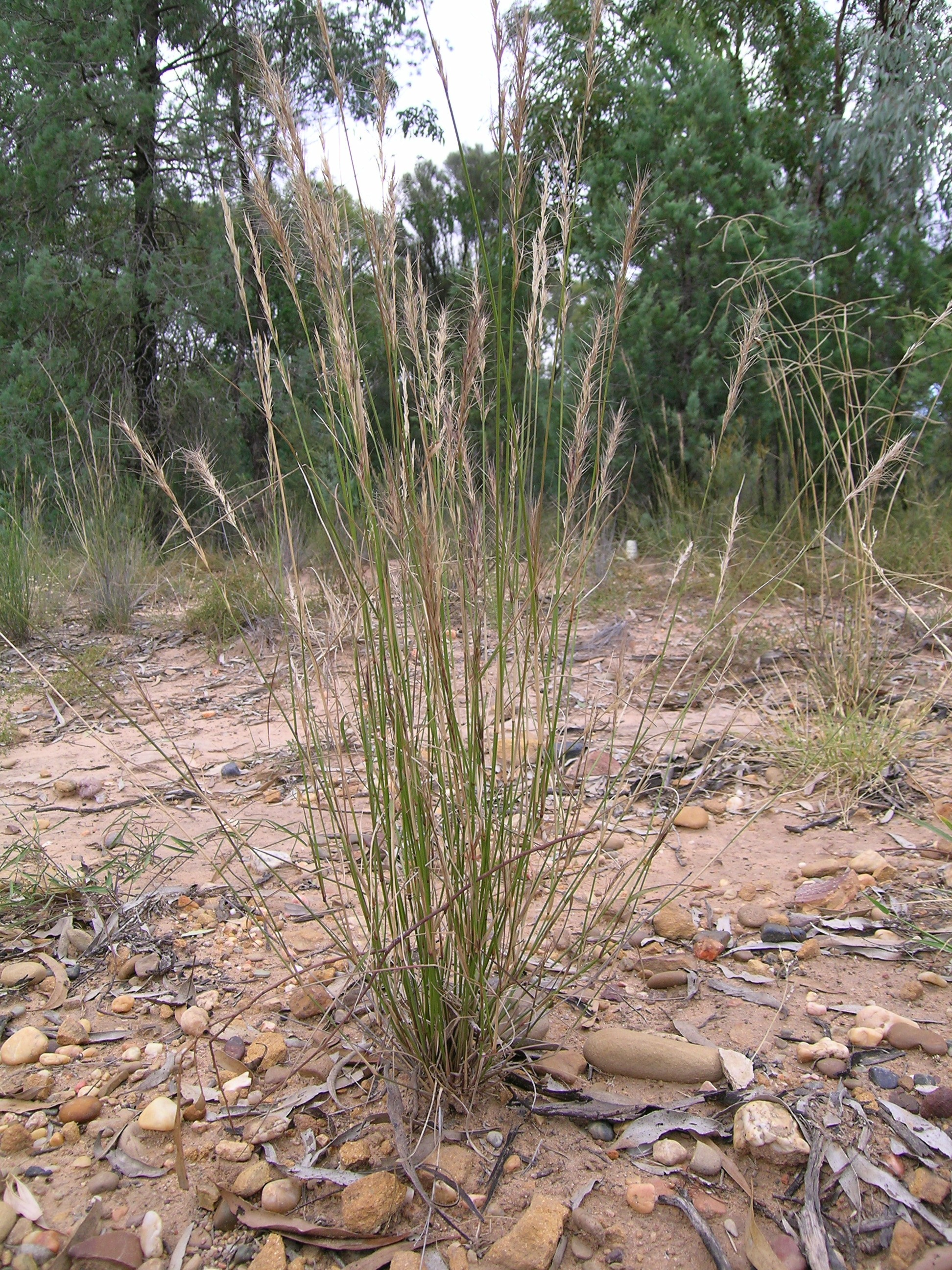
Le foglie
Aristida ramosa

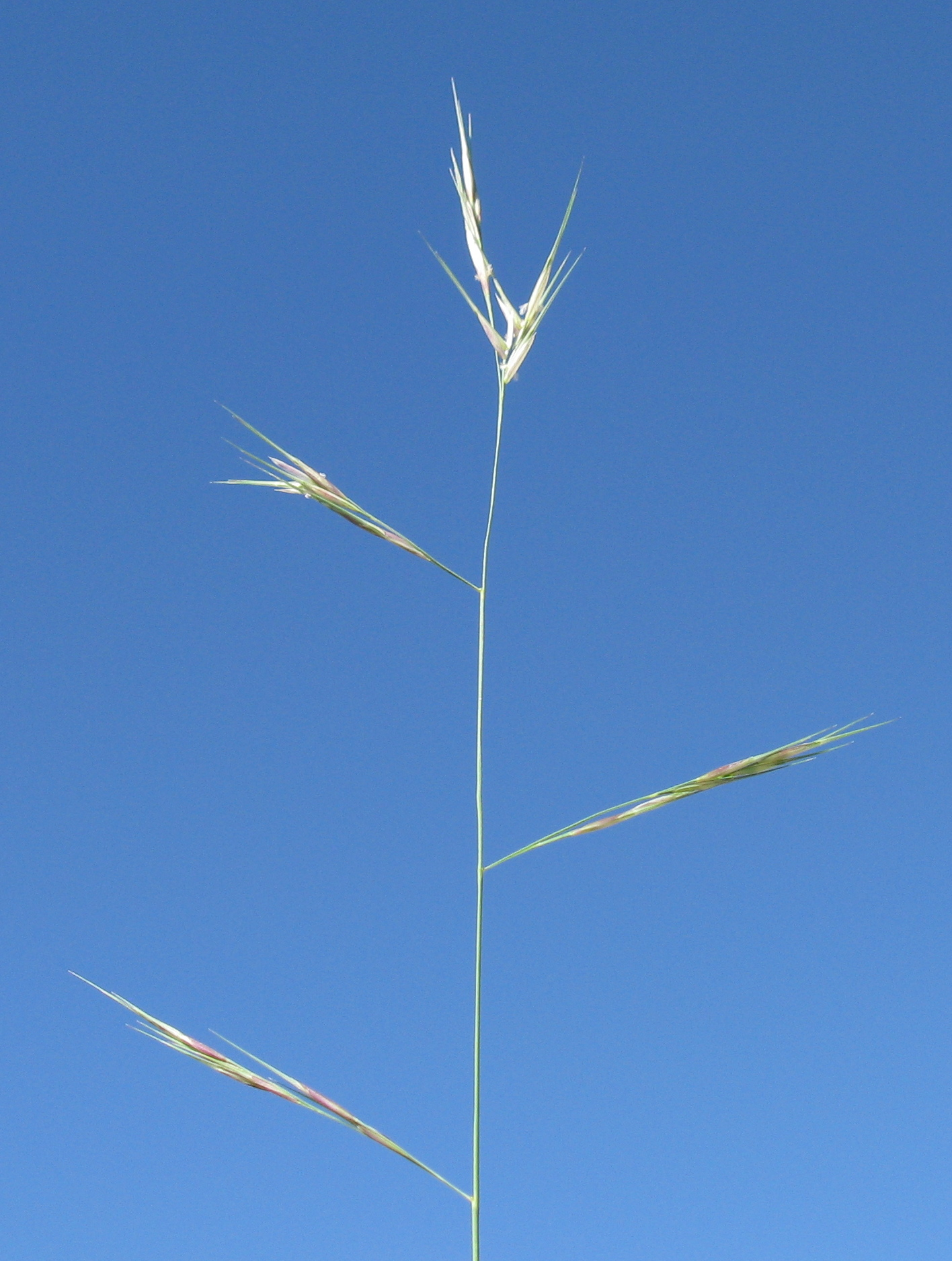
Infiorescenza
Aristida personata

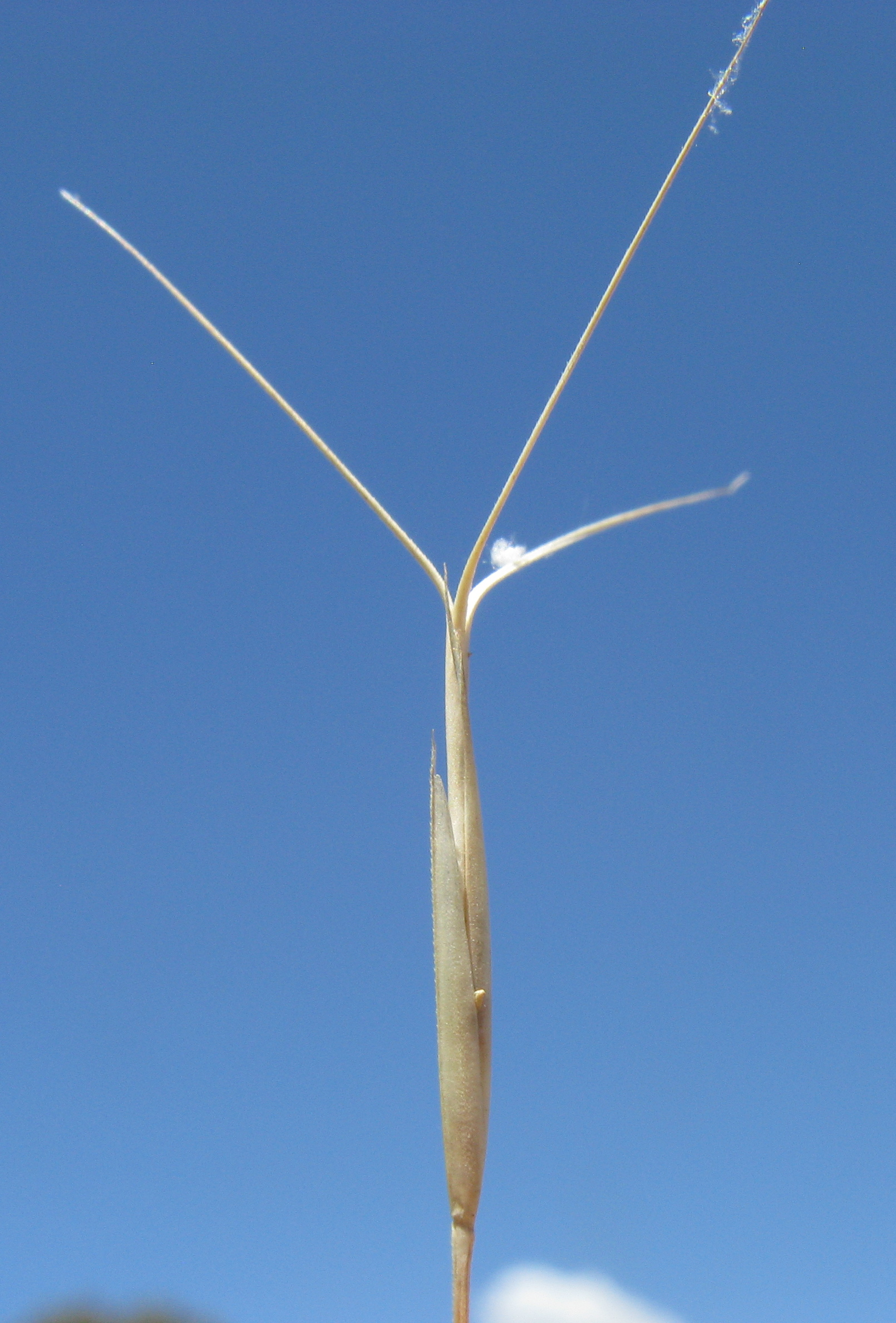
I fiori
Aristida leptopoda

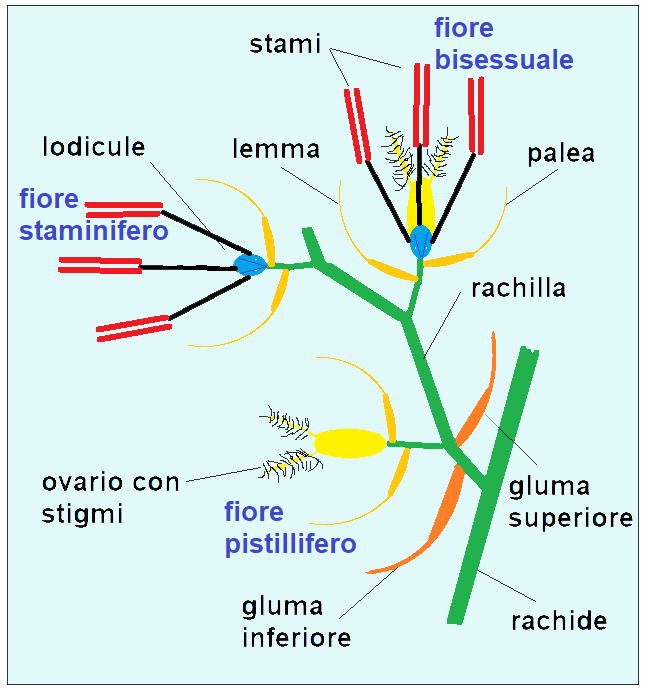
Spighetta generica con tre fiori diversi

- Il portamento delle specie di questo gruppo in genere è cespuglioso/cespitoso (anche rizomatoso o stolonifero) con forme biologiche tipo emicriptofita cespitosa (H caesp) e cicli biologici perenni o annuali (se annuali la forma biologica è: terofita scaposa - "T scap"). I culmi sono cavi a sezione più o meno rotonda; sono verticali e lisci, talvolta genicolati, altre volte bulbosi alla base. In queste specie sull'epidermide sono presenti dei micropeli. I fusti di alcune specie sono legnosi.[1][4][5][6][7][8]
- Le foglie lungo il culmo sono disposte in modo alterno, sono distiche e si originano dai vari nodi. Sono composte da una guaina, una ligula e una lamina. Le venature sono parallelinervie.

- Guaina: la guaina è abbracciante il fusto.
- Ligula: la ligula è una membrana sfrangiata e cigliata.
- Lamina: la lamina ha delle forme generalmente sottili e strette con apici appuntiti.

- Infiorescenza principale (sinfiorescenza o semplicemente spiga): le infiorescenze, ascellari e terminali, in genere sono ramificate e sono formate da alcune spighette ed hanno la forma di una pannocchia lineare.
- Infiorescenza secondaria (o spighetta): le spighette, con forme cilindriche o compresse lateralmente, sottese da due brattee distiche e strettamente sovrapposte chiamate glume (inferiore e superiore), sono formate da un fiore senza estensione della rachilla. Alla base di ogni fiore sono presenti due brattee: la palea e il lemma. La disarticolazione avviene sopra le glume. Il callo del fiore può essere corto o lungo, spuntato o affilato.

- Glume: le glume generalmente sono lunghe e racchiudono il fiore; gli apici possono essere mucronati; le venature variano da una a 3 o più.
- Palea: la palea è lunga più o meno metà lemma.
- Lemma: il lemma è affusolato e a consistenza coriacea; i margini avvolgono la palea; il lemma termina con tre reste (separate o fuse alla base). In Aristida le reste sono contorte.

- I fiori fertili sono attinomorfi formati da 3 verticilli: perianzio ridotto, androceo  e gineceo.

- Formula fiorale:

*, P 2, A (1-) 3(-6), G (2–3) supero, cariosside.
- Il perianzio è ridotto e formato da due lodicule, delle squame traslucide, poco visibili (forse relitto di un verticillo di 3 sepali).

- L'androceo è composto da 3 (ma anche da due o uno) stami ognuno con un breve filamento libero, una antera sagittata e due teche. Le antere sono basifisse con deiscenza laterale. Il polline è monoporato.

- Il gineceo è composto da 3-(2) carpelli connati formanti un ovario supero. L'ovario, glabro, ha un solo loculo con un solo ovulo subapicale (o quasi basale). L'ovulo è anfitropo e semianatropo e tenuinucellato o crassinucellato. Lo stilo, breve, è unico con due stigmi.

- I frutti sono del tipo cariosside, ossia sono dei piccoli chicchi indeiscenti, con forme più o meno ovoidali, nei quali il pericarpo è formato da una sottile parete che circonda il singolo seme. In particolare il pericarpo è fuso al seme ed è aderente. L'endocarpo non è indurito e l'ilo è lineare. L'embrione è piccolo e non è provvisto di epiblasto; ha un solo cotiledone. La fessura scutellare è presente o assente. I margini fogliari dell'embrione sono riuniti.

## Biologia

### Biologia
Come gran parte delle Poaceae, le specie di questo gruppo si riproducono per impollinazione anemogama. Gli stigmi più o meno piumosi sono una caratteristica importante per catturare meglio il polline aereo. La dispersione dei semi avviene inizialmente a opera del vento (dispersione anemocora) e una volta giunti a terra grazie all'azione di insetti come le formiche (mirmecoria).

### Ecologia
Alcuni studi che correlando gli ambienti abiotici e biotici con la diversità delle specie evidenziano un forte differenziamento, nell'ambito delle stesse specie di questo gruppo, per gradienti di umidità, temperatura, frequenza degli incendi e intensità dei pascolo. Inoltre nel Sudafrica, nelle aree calde, secche, disturbate o soggette al pascolo, le Aristidoideae sono le più diversificate.

## Distribuzione e habitat
La distribuzione delle specie di questa sottofamiglia è cosmopolita.

## Tassonomia
La famiglia di appartenenza di questa sottofamiglia (Poaceae) comprende circa 650 generi e 9 700 specie (secondo altri Autori 670 generi e 9 500).  una delle famiglie più numerose e più importanti del gruppo delle monocotiledoni e di grande interesse economico: tre quarti delle terre coltivate del mondo produce cereali (più del 50% delle calorie umane proviene dalle graminacee). La famiglia è suddivisa in 12 sottofamiglie (Aristidoideae è una di queste). Alcuni Autori all'interno della sottofamiglia definiscono la tribù Aristideae C.E. Hubb., 1960.

### Filogenesi
All'interno della famiglia Poaceae la sottofamiglia Aristidoideae appartiene al clade "PACMAD" (formato dalle sottofamiglie Aristidoideae, Arundinoideae, Micrairoideae, Danthonioideae, Chloridoideae e Panicoideae). Questo clade con il clade BEP (formato dalle sottofamiglie Ehrhartoideae, Bambusoideae e Pooideae) forma un "gruppo fratello". Il clade BEP a volte è chiamato clade "BOP" in quanto la sottofamiglia Ehrhartoideae a volte è chiamata Oryzoideae). La sottofamiglia di questa voce, nell'ambito del clade "PACMAD" è in posizione "basale" e insieme al resto delle sottofamiglie del clade forma un "gruppo fratello".
Il clade "PACMAD" è un gruppo fortemente supportato fin dalle prime analisi filogenetiche di tipo molecolare. Questo gruppo non ha evidenti sinapomorfie morfologiche con l'unica eccezione dell'internodo mesocotiledone allungato dell'embrione. Questo clade inoltre è caratterizzato, nella maggior parte delle piante, dal ciclo fotosintetico di tipo C4.
La collocazione filogenetica dei tre generi in Aristidoideae è stato un problema per molto tempo. Le specie di questi generi sono superficialmente simili alle specie della tribù Stipeae (sottofamiglia Pooideae) in quanto le spighette sono fusiformi e il callo dei fiori spesso è appuntito, tuttavia si distinguono per la presenza dei micropeli sull'epidermide, alcuni caratteri dell'embrione, la fotosintesi di tipo C4, e in definitiva, una volta disponibili, per i dati delle sequenze del DNA. All'interno del clade "PACMAD" la sottofamiglia è monofiletica come sono chiaramente monofiletici i tre generi cha la compongono. Dei tre generi della sottofamiglia, i generi Stipagrostis e Sartidia formano un "gruppo fratello" con il genere Aristida in posizione "basale".
Le seguenti sinapomorfie sono relative a tutta la sottofamiglia:
- il lemma termina con tre reste;
- le tre reste del lemma possono essere fuse alla base.

I caratteri morfologici distintivi per le specie della sottofamiglia sono:
- i lemmi a tre reste e i margini sovrapposti;
- le ligule con una linea di peli;
- le spighette con un solo fiore;
- il callo del fiore a punta acuta.

Le stime sull'età della divergenza dal gruppo principale variano da 30 a 20 milioni di anni fa.
Il cladogramma seguente, tratto dallo studio citato, mostra una possibile configurazione filogenetica della sottofamiglia.
|  | Aristida                                                  |
|  |                                                           |
|  | \| \| Sartidia \| \| \| \| \| \| Stipagrostis \| \| \| \| |
|  |                                                           |
|  | Sartidia                                                  |
|  |                                                           |
|  | Stipagrostis                                              |
|  |                                                           |

|  | Sartidia     |
|  |              |
|  | Stipagrostis |
|  |              |

### Struttura della sottofamiglia
La sottofamiglia Aristidoideae comprende 3 generi e 365 specie.
| Generi (specie)          | Specie | Ciclo fotosintetico | Numeri cromosomici           | Distribuzione                                 |
| ------------------------ | ------ | ------------------- | ---------------------------- | --------------------------------------------- |
| Aristida L., 1753        | 304    | C4 (una specie C3)  | 2n = 22, 24, 36, 44, 48 e 66 | Aree calde di tutto il mondo                  |
| Sartidia de Winter, 1963 | 5      | C3                  | 2n = 22                      | Zambia, Angola, Congo, Sudafrica e Madagascar |
| Stipagrostis Nees, 1832  | 56     | C4                  | 2n = 22 e 44                 | Africa centrale e occidentale e Asia          |

### Chiave per i generi
Per meglio comprendere ed individuare i tre generi l’elenco seguente utilizza in parte il sistema delle chiavi analitiche (vengono cioè indicate solamente quelle caratteristiche utili a distingue un genere dall'altro).
- Gruppo 1A: le reste sono piumose;

Stipagrostìs
- Gruppo 1B: le reste sono glabre;

- Gruppo 2A: le glume hanno 3 o più venature longitudinali; l'anatomia delle foglie presenta cicli fotosintetici di tipo C3;

Sartidia
- Gruppo 2B: le glume hanno una venatura longitudinale; l'anatomia delle foglie, nella maggior parte delle piante, presenta cicli fotosintetici di tipo C4;

Aristida

### Specie della flora italiana
Nella flora spontanea italiana sono presenti due specie del genere Aristidia:
- Aristida adscensionis L. subsp. coerulescens (Desf.) Auquier & J.Duvign. - Distribuzione: Calabria e Sicilia
- Aristida gracilis Elliott - Distribuzione: Friuli-Venezia Giulia.